# Monastère de Gornji Matejevac
Le monastère de Gornji Matejevac (en serbe cyrillique : Манастир Светог Јована Крститеља код Горњег Матејевца ; en serbe latin : Manastir Svetog Jovana Krstitelja kod Gornjeg Matejevca) est un monastère orthodoxe serbe situé près de Gornji Matejevac, dans la municipalité de Pantelej, sur le territoire de la ville de Niš et dans le district de Nišava, en Serbie. Il est inscrit sur la liste des monuments culturels protégés de la république de Serbie (identifiant no SK 1912),,.
Le monastère et son église sont dédiés à saint Jean-Baptiste,.

## Présentation

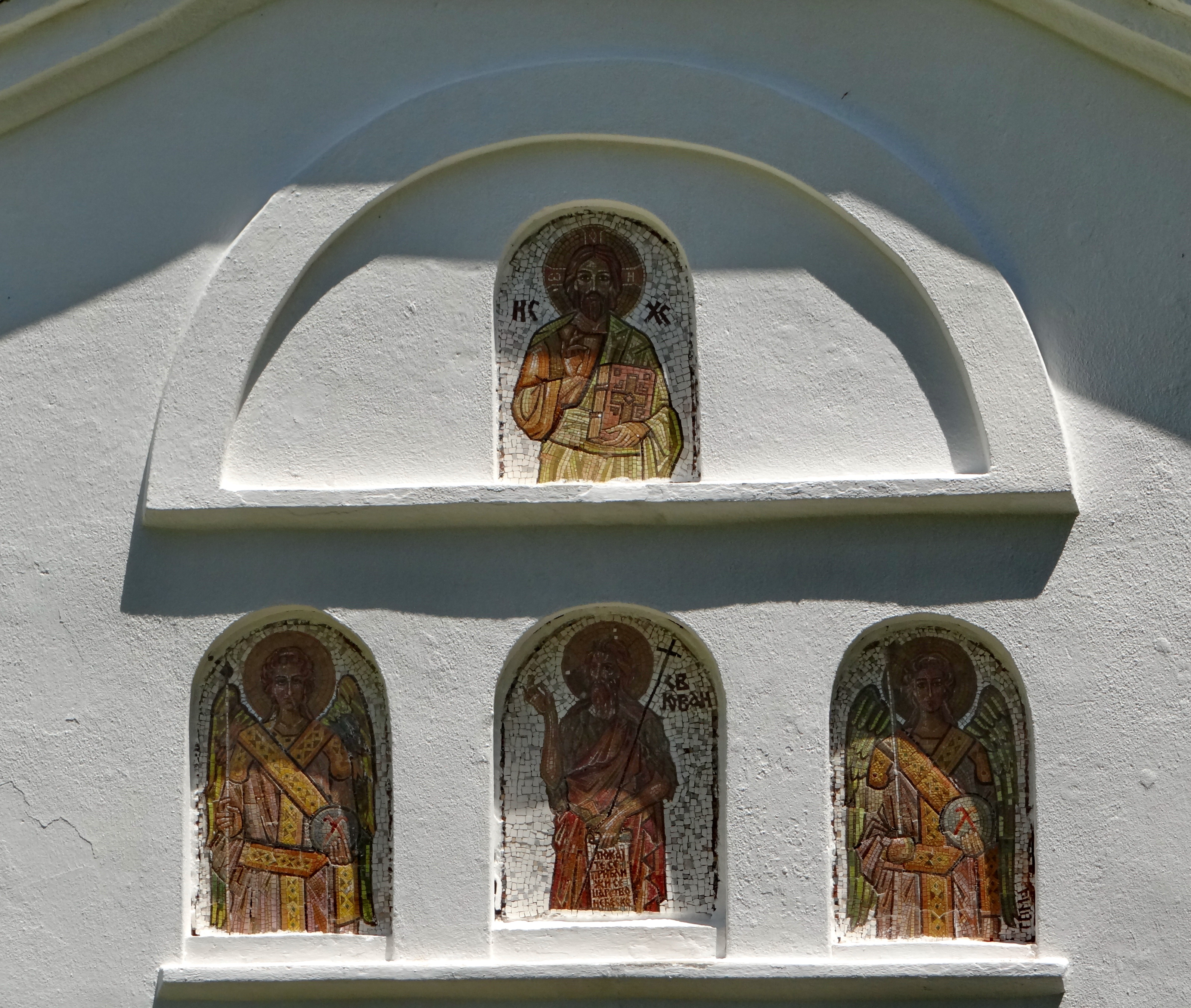
Détail de l'entrée de l'église.

Selon la tradition, un sanctuaire païen puis chrétien se trouvait à l'emplacement de l'actuel ensemble monastique ; le premier monastère daterait du temps de Constantin le Grand, qui était originaire de Niš (à l'époque « Naissus »). La construction du monastère actuel est mentionnée au XIe siècle puis le monastère lui-même est mentionné dans des « defters » (recensements) ottomans en 1489, 1516 et 1564 puis semble avoir été abandonné quelques années.
L'église du monastère a été reconstruite dans le dernier tiers du XVIe siècle et, à cette occasion, elle a été dotée d'un narthex et ornées de fresques dont il ne subsiste aujourd'hui qu'un Christ au tombeau peint dans la chapelle de la proscomidie. Le monastère a été une nouvelle fois restauré en 1835, à l'époque du métropolite Kalinik ; des décorations plastiques sont alors venues entourer les fenêtres et le portail d'entrée. Au moment de la rébellion de Niš en 1841, le monastère a été saccagé par les Turcs parce qu'il servait de lieu de réunion aux insurgés notamment dirigés par le prêtre Ignjat, curé de la paroisse de Gornji Matejevac. Le monastère a été reconstruit en 1869 et l'église, de plan tréflé, a été ornée de nouvelles fresques. À cette occasion, l'édifice a reçu une nouvelle iconostase sculptée et gravée de motifs floraux, abritant 46 icônes peintes par un artiste inconnu.
Après la libération complète du sud de la Serbie en 1878, le roi Milan Obrenović a fait construire un konak et il a fait don au monastère d'une cloche coulée à Vršac en 1879.
Après une période d'abandon, des nonnes russes fuyant la révolution d'Octobre sont venues s'établir à Gornji Matejevac dans les années 1920 ; elles y ont alors ouvert une école pour les enfants aveugles. Le monastère a été encore une fois abandonné et laissé à l'attention du clergé local. Il a repris son activité dans les années 1990 et abrite désormais une communauté de moines,.